# Handroanthus impetiginosus
Handroanthus impetiginosus är en växt i familjen katalpaväxter som förekommer i Amerika. Artepitet i det vetenskapliga namnet är det latinska ordet för sjukdomen svinkoppor. Vid artens beskrivning antogs att växten bär på sjukdomen.

## Utseende
Arten är utformad som ett träd som når en höjd av 8 till 12 meter i öppna landskap och upp till 35 meter i skogar. Stammen har i brösthöjd en diameter av 60 till 80 cm. Ungefär 5 till 7 blad sitter på en kvist och de mörkgröna bladen är 3 till 15 cm långa samt 2 till 9 cm breda.  Blomställningen består av upp till 80 rosa blommor som liknar en trumpet i formen och som är 4 till 8 cm långa samt 3 till 4 cm breda. Ibland har blomman gula nyanser och sällan finns helt vita blommor. De långsträckta frukterna innehåller frön med flyglar.

## Utbredning
Utbredningsområdet sträcker sig från Mexiko till sydöstra Brasilien och norra Argentina. I Sydamerika finns arten inte väster om Anderna. Trädet växer i låglandet och i bergstrakter upp till 1400 meter över havet. Handroanthus impetiginosus ingår i lövfällande skogar och i trädgrupper.

## Ekologi
Trädets frön har förmåga att gro under tre månader. Under goda förhållanden behövs endast två till tre veckor. Arten växer upp till tre meter under de första två åren. Sedan sker utvecklingen fördröjd och trädet blommar efter cirka 35 år för första gången. Exemplaren kan uthärda en temperatur av -4 °C.

## Användning
Artens trä används som byggmaterial och för snickerier. Bark och bladen brukas i den traditionella medicinen och för te.

## Hot
Handroanthus impetiginosus odlas inte och alla exemplar som brukas kommer från naturen. Enligt uppskattningar kommer hela populationen minska med upp till 25 procent under de kommande 100 åren (räknad från 2020). IUCN listar arten som nära hotad (NT).